# 第27屆加拿大內閣
第27届加拿大内阁即马田內閣，通過總督伍冰枝在2003年12月12日授權联邦自由黨黨魁保羅·馬田成立此內閣，取代前任自由黨黨魁兼總理的讓·克里田出任第21任加拿大總理。
克里田在2002年8月21日宣佈他將於2004年2月卸任。馬田在2003年11月14日赢得自由黨黨魁選舉成為新黨魁後，他於同日辭去自由黨黨魁職務但仍留任總理，並在同年12月12日正式辭去總理職務。馬田随後於同日成為新總理成立此內閣。

## 马田內閣（2003年12月-2006年2月）
| 職位                   | 閣員                                                          |
| ---------------------- | ------------------------------------------------------------- |
| 總理                   | 馬田                                                          |
| 副總理                 | 麥利蘭                                                        |
| 下議院執政黨首席議員   | Jacques Saada（至2004年7月19日） Tony Valeri                  |
| 財政部長               | 古德爾                                                        |
| 外交部長               | 格雷厄姆（至2004年7月19日） Pierre Pettigrew                  |
| 國防部長               | David Pratt (Canadian politician)（至2004年7月19日） 格雷厄姆 |
| 司法部長兼檢察總長     | Irwin Cotler                                                  |
| 公共安全部長           | 麥利蘭                                                        |
| 交通部長               | Tony Valeri（至2004年7月19日） Jean Lapierre                  |
| 工業部長 註冊總長      | Lucienne Robillard（至2004年7月19日） David Emerson           |
| 衛生部長               | Pierre Pettigrew（至2004年7月19日） Ujjal Dosanjh             |
| 國際發展部長           | Aileen Carroll                                                |
| 國際貿易部長           | Jim Peterson                                                  |
| 漁業及海洋部長         | Geoff Regan                                                   |
| 人力資源與社會發展部長 | 施當娜                                                        |